# La Dernière Enquête de Sherlock Holmes
Pour plus de détails, voir Fiche technique et Distribution.
La Dernière Enquête de Sherlock Holmes est un court métrage réalisé par Gaël Grobéty, diffusé en 2010.

## Synopsis
Un Sherlock Holmes vieillissant mène une enquête où tout semble l'accuser...

## Fiche technique
- Titre : La Dernière Enquête de Sherlock Holmes
- Réalisation : Gaël Grobéty, également scénariste, producteur...
- Musique : David Noir
- Directeur de la photographie : Cédric Russo
- Pays d'origine : Suisse
- Durée : 16 min

## Distribution
- Vincent Aubert : Sherlock Holmes
- Michel Moulin : Docteur Watson
- Alexandre de Marco
- Hubert Cudré
- Isabelle Bonillo